# Zwergweber
Der Zwergweber (Ploceus luteolus) ist eine Art aus der Familie der Webervögel (Ploceidae). Die Art stammt aus Afrika und wird in Europa gelegentlich als Ziervogel gehalten.

## Beschreibung
Der Zwergweber erreicht eine Körperlänge von zwölf Zentimetern, wobei er trotz seines deutschen Namens keineswegs die kleinste Webervogelart ist. Im Prachtkleid ist das Männchen gelb mit einem schwarzen Schnabel und einer schwarzen Gesichtsmaske. Die Körperoberseite ist grün, wobei die einzelnen Federn gelbe Säume aufweisen. Im Ruhekleid ähneln die Männchen den Weibchen. Das Weibchen trägt ganzjährig ein braunes bis schwarzes Federkleid. Die einzelnen Federn sind hellgelb gesäumt. Die Körperunterseite ist hellgelb bis weißlich.

## Verbreitung und Lebensraum
Das Verbreitungsgebiet des Zwergwebers umfasst einen breiten Streifen Land südlich der Sahara, der sich von Westafrika bis Ostafrika erstreckt. Er reicht vom südlichen Mauretanien, dem Senegal und Gambia in Westafrika über Guinea, Mali, die Elfenbeinküste, Burkina Faso, Benin, Niger und Nigeria, den Tschad, das nördliche Kamerun, die Zentralafrikanische Republik bis in den südlichen Sudan und Südsudan, nach Äthiopien und Eritrea sowie in südlicher Richtung über Kenia bis in die Serengeti im Norden Tansanias. Der Lebensraum sind lichte Trockenwälder und Savannen. Die Art hat sich außerdem menschlichen Siedlungsraum erschlossen und kommt auch in Ortschaften und Gärten vor.

## Lebensweise
Zwergweber brüten in Büschen und Akazien. Das Gelege wird zwölf Tage bebrütet. Das Männchen spielt beim Brutgeschäft nur eine geringe Rolle. An der Aufzucht der Jungvögel ist das Männchen stärker beteiligt. Die Nestlingszeit beträgt drei Wochen. Die Jungflügel werden nach dem Ausfliegen weitere zwei Wochen lang von den Elternvögeln betreut.

## Taxonomie
Der Zwergweber wurde 1823 von Martin Hinrich Lichtenstein in einem Verzeichniss der Doubletten des Zoologischen Museums der Königlichen Universität zu Berlin als Fringilla luteola anhand eines Typusexemplars aus Senegambia beschrieben.
Die am Fuße des Mount Elgon in Uganda lebende Population des Zwergwebers wurde als Unterart Ploceus luteolus kavirondensis (Someren, 1921) beschrieben. Diese Unterart ist aber nicht eindeutig von den anderen Vertretern des Zwergwebers zu unterscheiden und wird daher nicht von allen Autoren anerkannt.